# Ovčín (rybník, Zdechovice)
Rybník Ovčín  je rybník o rozloze vodní plochy 3,0 ha nalézající se na východním okraji  obce Zdechovice v okrese Pardubice. Rybník je součástí areálu sloužícího pro sportovní rybolov.

## Galerie

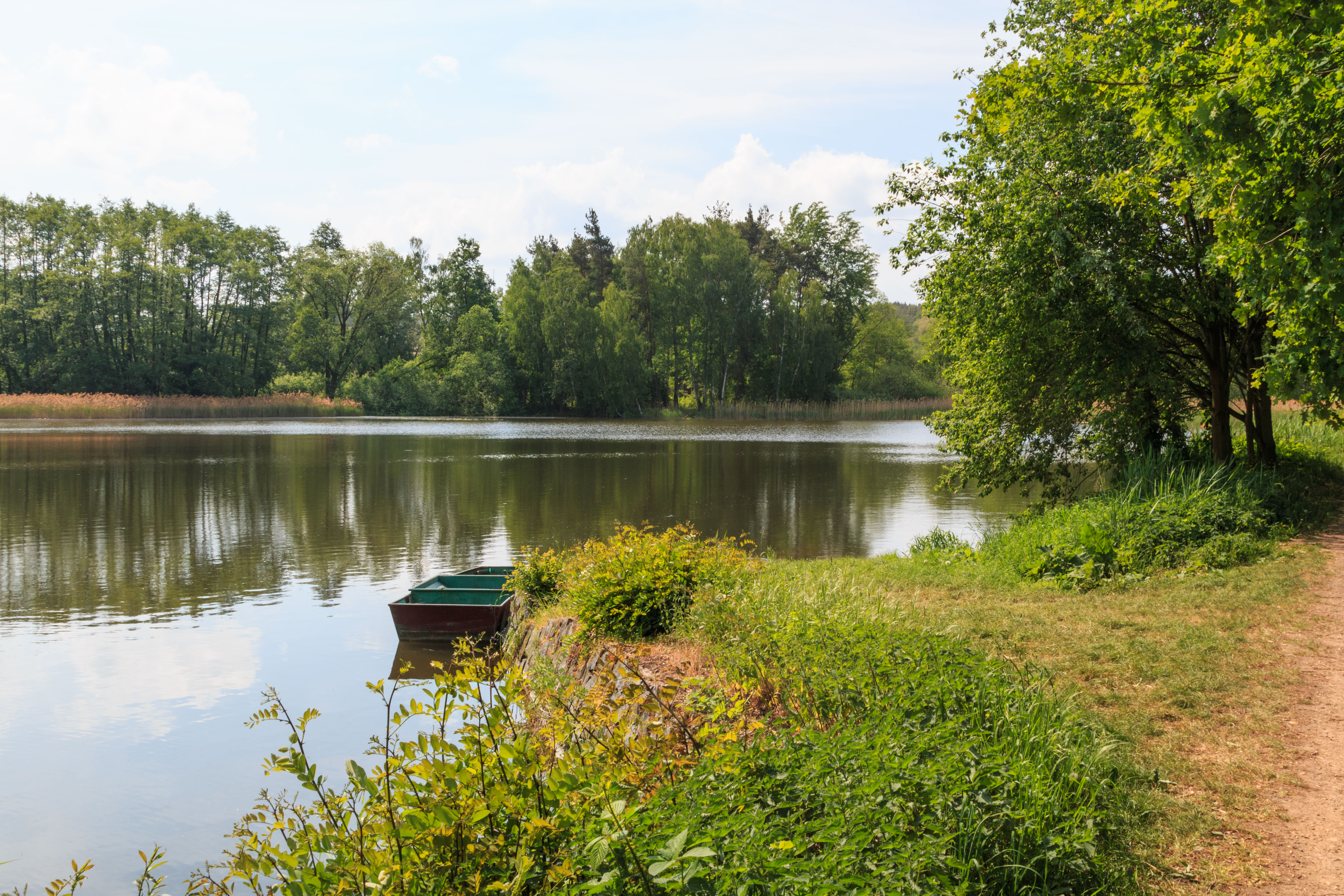
pohled na rybník Ovčín u Zdechovic
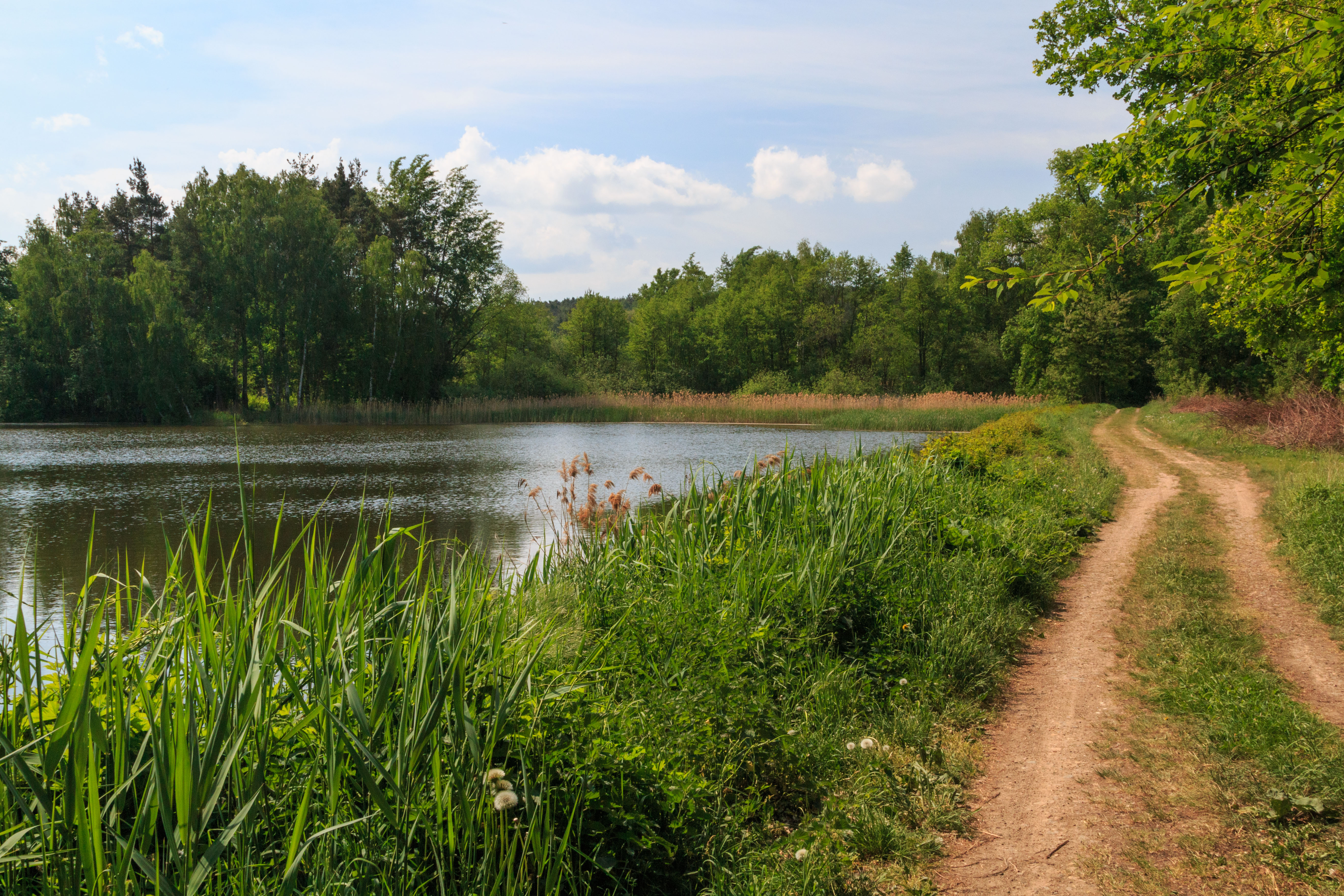
pohled na rybník Ovčín u Zdechovic
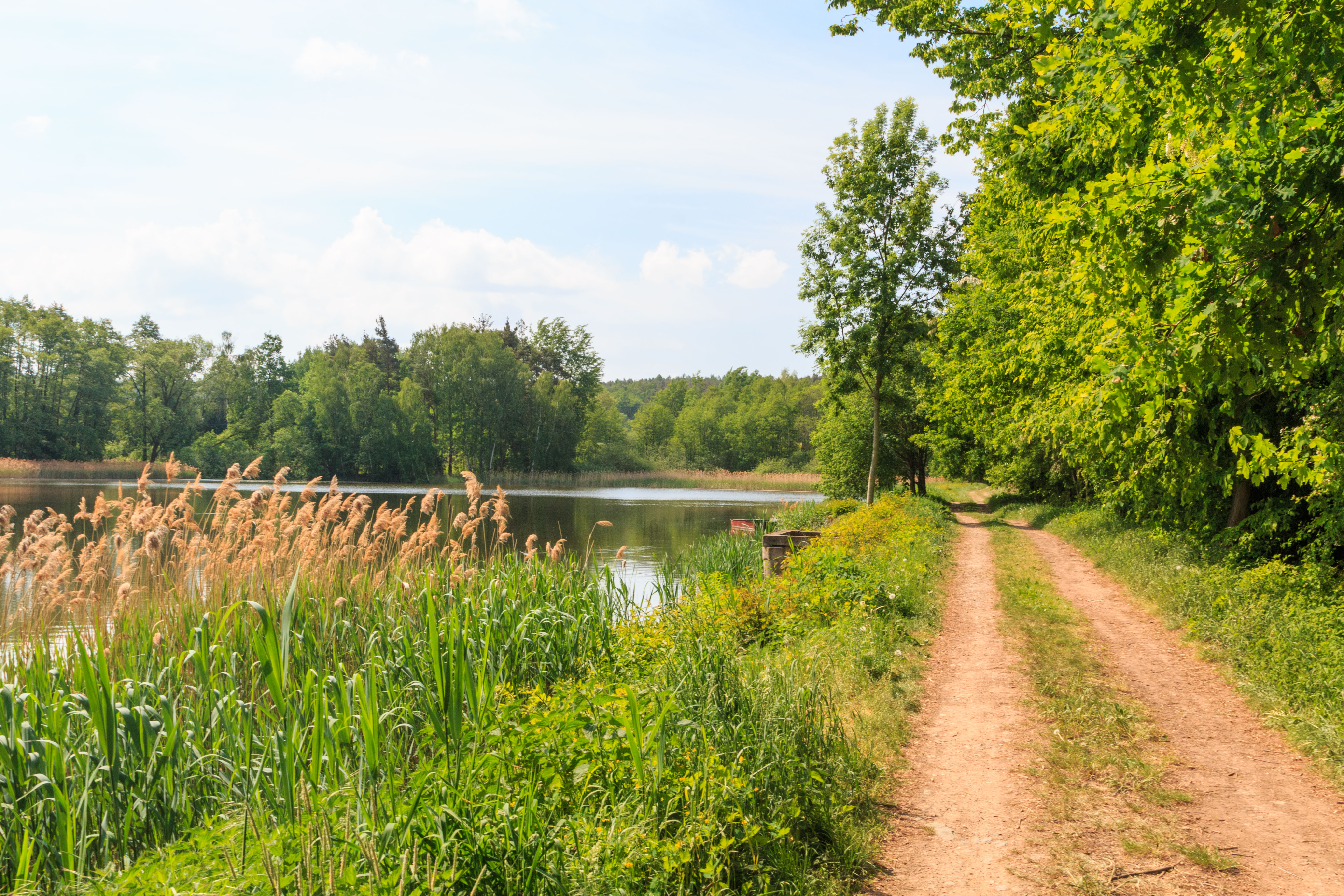
pohled na rybník Ovčín u Zdechovic
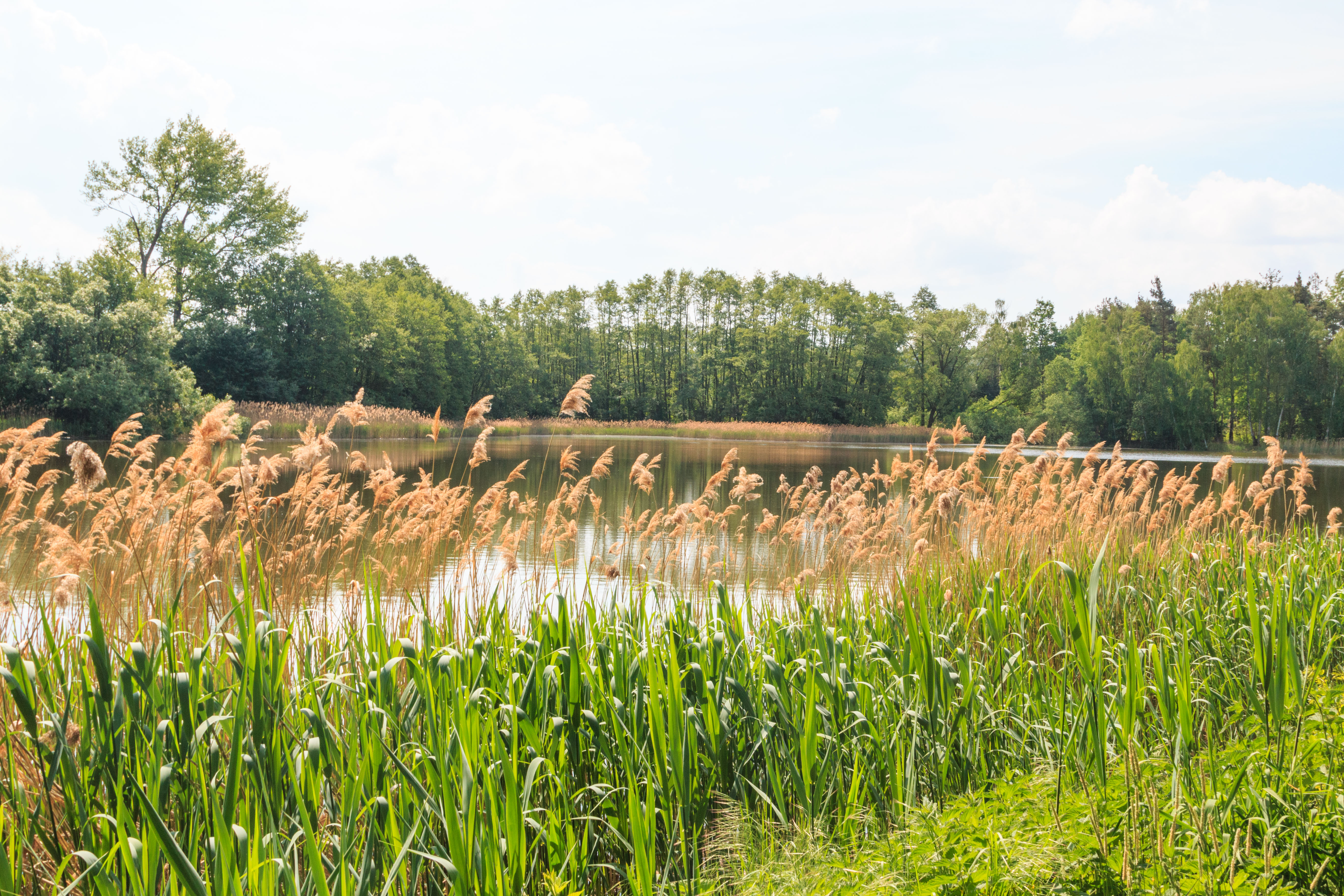
pohled na rybník Ovčín u Zdechovic